# Heterachthes longiscapus
Heterachthes longiscapus là một loài bọ cánh cứng trong họ Cerambycidae.